# Amstel Gold Race 1993
De Amstel Gold Race 1993 was 249 km lang en ging van Heerlen naar Maastricht. Op het parcours waren er 25 hellingen, de finale is verzwaard met een lus over België en vijf hellingen, de Muizenberg, de Saint Siméon, de Hallembaye, de Saint Pierre en in Nederland de Sint-Pietersberg. Aan de start stonden 158 renners.

## Verloop
Rolf Järmann zet aan op de Cauberg. Adrie van der Poel en Jens Heppner kunnen met moeite volgen. Gianni Bugno begint solo aan een achtervolging op het drietal en weet even buiten Maastricht aan te sluiten. Bugno probeert dan op de Hallembaye weg te komen, enkel Van der Poel en Heppner lossen. In de sprint wint Järmann.
Ook de Tour-winnaar van het vorige jaar, Miguel Indurain, stond aan de start en werd 72e.

## Hellingen
De 25 hellingen gerangschikt op voorkomen op het parcours.

| 1. Adsteeg 2. Ubachsberg 3. Sibbergrubbe 4. Sint-Pietersberg 5. Bemelerberg 6. Brakkenberg 7. Dode Man 8. Schweiberg 9. Bovenste Bosch 10. Vijlenerberg 11. Gemmenicherweg 12. Drielandenpunt (Belgische kant) 13. Camerig | 14. Eperheide 15. Kruisberg 16. Eyserbosweg 17. Vrakelberg 18. Sibbergrubbe (2e maal) 19. Cauberg 20. Berg 21. Muizenberg 22. Saint Siméon 23. Hallembaye 24. Saint Pierre 25. Sint-Pietersberg |

## Uitslag
| rang | renner             | land        | tijd       |
| ---- | ------------------ | ----------- | ---------- |
| 1    | Rolf Järmann       | Zwitserland | 6u 40' 04" |
| 2    | Gianni Bugno       | Italië      | z.t.       |
| 3    | Jens Heppner       | Duitsland   | op 1' 02"  |
| 4    | Maurizio Fondriest | Italië      | op 1' 07"  |
| 5    | Max Sciandri       | Italië      | z.t.       |
| 6    | Adrie van der Poel | Nederland   | z.t.       |
| 7    | Davide Cassani     | Italië      | z.t.       |
| 8    | Gert-Jan Theunisse | Nederland   | z.t.       |
| 9    | Giorgio Furlan     | Italië      | op 2' 17"  |
| 10   | Franco Ballerini   | Italië      | z.t.       |

1966 · 1967 · 1968 · 1969 · 1970 · 1971 · 1972 · 1973 · 1974 · 1975 · 1976 · 1977 · 1978 · 1979 · 1980 · 1981 · 1982 · 1983 · 1984 · 1985 · 1986 · 1987 · 1988 · 1989 · 1990 · 1991 · 1992 · 1993 · 1994 · 1995 · 1996 · 1997 · 1998 · 1999 · 2000 · 2001 · 2002 · 2003 · 2004 · 2005 · 2006 · 2007 · 2008 · 2009 · 2010 · 2011 · 2012 · 2013 · 2014 · 2015 · 2016 · 2017 · 2018 · 2019 · 2020 · 2021 · 2022 · 2023 · 2024 · 2025

Lijst van beklimmingen